# Adolfo Arejita
Adolfo Arejita Oñarte-Etxebarria, né le 9 septembre 1953 à Bilbao, est un écrivain, philologue et académicien basque espagnol de langue basque et espagnole. 

## Biographie
Philologue biscaïen né à Bilbao, il travaille quelques années comme employé à Morga. En 1977, il occupe à l'Institut Labayru Ikastegia le poste de direction du Département de langue basque avant d'être diplômé en 1979, à l'âge de 26 ans. En 1995, Adolfo Arejita obtient un doctorat en philosophie et lettres. Il est ensuite professeur à l'université du Pays basque, à l'Institut basque d'administration publique et à l'École officielle des langues. 
En 1980, il exerce la profession d'enseignement à l'université de Deusto. Parmi ses autres responsabilités, Adolfo Arejita sera membre du Conseil consultatif pour la langue basque de 1984 à 1989, collaborera avec la Radio Popular, la délégation de la TVE de Bilbao et Bizkaia Irratia (La radio de Biscaye). Il sera aussi directeur du magazine de recherche Litterae vasconicae : euskeraren iker atalak.
Académicien correspondant d'Euskaltzaindia ou Académie de la langue basque dès 1983, il est élu académicien titulaire le 27 juin 2004, prenant ainsi la place laissée vacante d'Andolin Eguzkitza. Sa médaille d'académicien porte le chiffre trois, et cette distinction qu'il l'accrédite comme académicien titulaire est exactement la même que celle pendue au cou de Julio Urkixo, Luis Villasante et Andolin Eguzkitza. Dans son discours d'intronisation, il manifesta son amour pour la tradition, tant orale qu'écrite, de l'euskara. Il est présentement directeur du département d'études et de recherche au sein de l'Académie.
Adolfo Arejita est l'auteur de plusieurs œuvres importantes telles que Euskal joskera, 1978; Josetxo, 1985; Literae Vasconicae, 1988; Justo M. Mokoroa: biografia, lanak, usteak, 1990; Euskal sintaxiaz, 1991; Bizkai euskeraren jarraibide liburua. Lehenengo pausuak, 2001; Gaboneko kantak Bilbon, 2002; Euskaldunak Madrilen; Labayru Hiztegia. Bizkaiera eta Batua (b)uztarturik. Euskera-Gaztelania, 2003 et Kardaberazen Erretorika eta Erretolikak, 2003.